# Maya Herrera
Maya Herrera är en fiktiv karaktär i NBC tv-serien Heroes spelad av Dania Ramirez. 
Maya försöker tillsammans med sin bror Alejandro ta reda på hur de ska bli av med en kraft som hon besitter. I säsong 2 så framkommer det att hon fick reda på sin kraft då hon såg Alejandros fru vara otrogen på deras bröllop. Hennes kraft gjorde att alla närvarande på bröllopet dog förutom hennes bror som verkar vara det enda som kan lugna ner henne och därmed stoppa kraften. De är nu på jakt efter Mohinder Suresh för att hitta ett botemedel till hennes krafter. Hon möter på resan Gabriel Gray (Sylar) som följer med dem på resan med argumentet att han känner Dr. Suresh. Lyckligtvis har Gabriel tappat alla sina krafter. Maya och Gabriel påbörjar en liten romans men Mayas bror är misstänksam mot Gabriel. P.g.a. Mayas brors misstänksamhet dödar Gabriel honom och berättar för Maya att hennes bror åkt sin väg utan dem. När Gabriel och Maya når Mohinder avslöjar han Sylars verkliga identitet. Sylar tvingars fly men lyckas ta med sig ett medel som ger tillbaka alla hans krafter.